# Batalla de Kobane
La Batalla de Kobane se refiere a un enfrentamiento militar ocurrido en el marco de la guerra contra Estado Islámico. Entre las fuerzas del grupo Estado Islámico (también conocido como Daesh) y las Unidades de Protección Popular Kurdas (YPG) de Siria, que defendían la ciudad de Kobane, una de las tres principales localidades kurdas de Siria.
Para inicios de octubre de 2014, Daesh había logrado capturar unas 350 localidades, desplazando a unos 300 000 kurdos, que se dirigieron a la provincia turca de Şanlıurfa. La contraofensiva fue llevada a cabo por el Volcán del Éufrates, y contó con el respaldo del Ejército Libre Sirio, el Kurdistán iraquí y apoyo aéreo internacional.
La situación se revirtió hacia fines de enero de 2015. Las YPG, los refuerzos del ELS y los Peshmerga recapturaron la ciudad el 27 de enero. A partir de entonces, pese a mantener el control de la gran mayoría de las localidades que rodean a Kobane, el Estado Islámico emprendió una retirada continua, moviéndose el frente de batalla a unos 25 km de la ciudad para el 2 de febrero. Para fines de abril de 2015, Daesh había sido completamente expulsado del cantón, reteniendo un puñado de localidades en el noroeste de la gobernación de Raqa.

## Trasfondo
El 19 de julio de 2012, durante la Guerra Civil Siria, las Unidades de Protección Popular capturaron la ciudad de Kobane. Desde entonces, la urbe permanece bajo control kurdo, sus políticos ejerciendo autonomía sobre lo que consideran parte del Kurdistán sirio.
El 20 de enero de 2014, tras capturar Yarabulus, Al Qaeda cortó el suministro de agua potable a Kobane, y el 2 de julio de ese año, la ciudad quedó sitiada por los islamistas.

## Desarrollo

### Ofensiva inicial: Avances de Estado Islámico
El 13 de septiembre de 2014, Estado Islámico lanzó una ofensiva a lo largo del cantón de Kobane, capturando numerosas localidades en los límites oriental y occidental de la región, lo que ocasionó un desastre humanitario por las decenas de miles de personas que huyeron de la batalla, hacia la frontera con Turquía. Al día siguiente, las fuerzas de Daesh tomaron un importante puente estratégico sobre el río Éufrates.
Para el 17 de septiembre, las fuerzas del EI habían lanzado una ofensiva directa hacia la ciudad, apoyada por tanques y artillería. En apenas un día, las fuerzas de Estado Islámico tomaron alrededor de 21 poblaciones cercanas a Kobane.
Tan solo tres días después, el 20 de septiembre, Estado Islámico capturó otras tres poblaciones kurdas, y Kobane sufrió bombardeos con artillería desde el este, sur y oeste. Para este momento, los terroristas estaban a 15 km de la ciudad, y unos 45 000 refugiados cruzaron la frontera con Turquía.
La ofensiva continuaba día a día, para el 21 de septiembre, 64 poblaciones de la zona habían caído en su poder, pereciendo 49 terroristas y 27 combatientes kurdos en las 48 horas previas. Las fuerzas kurdas evacuaron al menos 100 pueblos en el lado sirio tras el inicio de la ofensiva. Los terroristas se encontraban a 10 km de la ciudad y continuaron avanzando. Se dieron los primeros combates se concentraron en los barrios del sur y este de Kobane.
El 22 de septiembre, un portavoz kurdo informó que, durante la noche anterior, se había logrado detener el avance del Daesh. Pese a esto, Daesh bombardeó el centro de la ciudad, y los enfrentamientos continuaron en las proximidades de la aldea de Mojik (6 km al oeste) y el pueblo de Alishar (7 km al este). El mismo día, el vice primer ministro turco, Numan Kurtulmus, afirmó que la cifra de refugiados se había incrementado a 130 000.
El 24 de septiembre, a pesar de los ataques aéreos contra sus líneas de suministro —que al parecer venían del lado turco de la frontera— Daesh continuó su avance al sur de la ciudad,y se posicionó a 8 km de Kobane, el mayor avance desde el inicio de la ofensiva. Para este momento, el número de terroristas que sitiaban la ciudad alcanzó los 4.000. Durante el avance, los pueblos de Robey y Tal Ghazal, así como los silos de grano cercanos, cayeron en manos de Daesh. Mientras tanto, las fuerzas kurdas solo mantenían en su poder la propia Kobane, y unas 15 poblaciones al oeste de la misma. El frente se había movido hacia un conjunto de pueblos llamado Siftek, y para el 24 de septiembre, los yihadistas estaban solo 2 km de la urbe, aunque esta ofensiva fue rechazada y se replegaron a unas colinas a 7 km de Kobane, mientras seguían llegando tanques y vehículos de suministros.
El 26 de septiembre, Daesh capturó una colina desde la que las YPG les habían estado atacando en los últimos días, a solo 10 km al oeste de Kobane. También capturó un pueblo a unos 7 km al este de la ciudad.

### Cerco y bombardeos

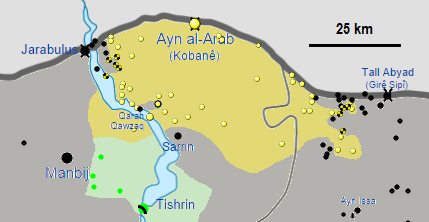
Situación militar al inicio de la ofensiva, en septiembre de 2014.
Controlado por las YPG.
Controlado por la oposición siria.
Controlado por el Estado Islámico.

Hasta el momento, la ciudad había sido rodeada casi por completo y había sufrido algunos bombardeos de la artillería de Estado Islámico, sin recibir demasiada respuesta contundente por parte de las fuerzas kurdas, que eran exclusivamente de infantería. Sin embargo, el 27 de septiembre, las primeras bombas de la coalición internacional cayeron en Alishar, un poblado situado a 4 km de la urbe y que Daesh utilizaba como centro de mando, al tiempo que los terroristas habían terminado de cercar la ciudad, a excepción del norte, donde se encuentra la frontera turca.
El 28 de septiembre de 1500 milicianos kurdos cruzaron desde Turquía a Siria para apoyar a los escasos efectivos presentes en la ciudad, mientras que los yihadistas se reagruparon en el sur y sureste, a unos 5 km de Kobane y capturaron dos pueblos. Por su parte, los kurdos afirmaron haber destruido dos tanques de los islamistas.
El 1 de octubre, los terroristas volvieron a avanzar en el oeste y sureste, produciéndose combates en las últimas poblaciones controladas por los kurdos, y llegando los sitiadores a estar a 1 km de la ciudad. En este punto, los kurdos reforzaban sus posiciones con sacos de arena, en preparación para combatir casa por casa. Por la noche, en medio de una aguda escasez de armas, se replegaron hacia el centro de la ciudad, mientras que los terroristas continuaron su avance por las afueras. Algunos refugiados informaron sobre las atrocidades cometidas por Daesh, incluyendo la decapitación de combatientes kurdos, sin importar el sexo.
Para el 2 de octubre, Estado Islámico controlaba 350 de las 354 poblaciones de la zona, y en el sur tenían sus posiciones a apenas unos cientos de metros de Kobane. Ese mismo día, se reportó que 57 terroristas habían muerto en combate en el este, más otros 9 en el sur.
El 3 de octubre, los islamistas tomaron el control de las entradas del sur y este de Kobane, así como también una colina estratégica y una torre de radio. Más tarde, un combatiente kurdo informó que también habían penetrado en el suroeste de la ciudad. La aviación internacional llevó a cabo al menos siete incursiones aéreas contra posiciones de Daesh en los cinco días previos al 2 de octubre. Ese día, según los informes, EE. UU. no realizó ningún ataque, aunque los intensificó en la noche siguiente.
Durante la madrugada del 4 de octubre, una ofensiva de Daesh fue repelida. Para este momento, la ciudad estaba virtualmente vacía, ya que casi todos los residentes, excepto los defensores, huyeron a Turquía. El último corresponsal también abandonó la ciudad el 4 de octubre. En total, alrededor del 90% de la población de la región había evacuado.

## La batalla en Kobane
El 5 de octubre de 2014, a horas tempranas del día, los yihadistas tomaron la cercana colina de Mistanour, desde la que no tardaron en penetrar en la ciudad y comenzaron a combatir calle por calle para afianzar posiciones en la ciudad. Al día siguiente, se podía observar una bandera de Estado Islámico flameando en un edificio residencial de Kobane, y en 5 días, el 40 % de la ciudad había caído bajo poder de los islamistas.
El 11 de octubre, Estado Islámico intentó emprender un ataque a las fuerzas del noreste de la ciudad, en un intento de cercarla por completo, mientras que en el interior se producían los combates de las tropas que habían penetrado en los días previos. Durante estos días, las fuerzas de Estado Islámico perdieron algunos tanques y algún convoy de suministros debido a los bombardeos de la coalición internacional. También fallaron en su empeño de rodear la ciudad.
El 17 de octubre, tras una serie de bombardeos que precedieron al ataque del Ejército Libre de Siria, la situación de asedio de la ciudad quedó temporalmente rota y el avance implacable de los islamistas —que ya controlaban la mitad de la ciudad— fue detenido.
A fines de mes, los islamistas publicaron vídeos en los medios de comunicación indicando que la Batalla de Kobane había terminado — información falsa, ya que los combates continuaban en la ciudad. Esta noticia fue rápidamente desmentida por las agencias de información internacionales, que seguían la batalla desde las colinas turcas cercanas a Kobane, desde donde podían ver la batalla en suelo turco.

### Refuerzos
El 29 de octubre, 50 miembros del ELS cruzaron la frontera con Turquía y se dirigieron a Kobane. Dos días más tarde, Turquía permitió por primera vez la llegada de refuerzos por fuera de Siria: más de 20 vehículos llevando alrededor de 150 soldados peshmerga (kurdos iraquíes), portando armas pesadas y municiones, llegaron a la colina Sh'ir, al oeste de la ciudad.
El 1 de noviembre, las YPG avanzaron hacia la mezquita Al Haj Rashad. Al día siguiente, en una entrevista, un comandante del ELS aseguró que habían 320 combatientes del ELS en la ciudad y que los terroristas de Estado Islámico controlaban el 60 % de la misma. 
El 3 de noviembre, agencias de noticias prokurdas anunciaron la liberación de cuatro localidades.
El 5 de noviembre, el gobierno regional, con asiento en Erbil, envió a Kobane un convoy cargado con municiones, que cruzó secretamente a través de Turquía. Asimismo, funcionarios presentes en la ciudad afirmaron que, desde la llegada de los peshmerga, varios avances de Estado Islámico se habían detenido, resultando en bajas de «posiblemente cientos».

### Los kurdos recuperan terreno

Situación militar el 16 de noviembre de 2014, luego de que las YPG recapturaran brevemente la colina Mistanour. Sin embargo, la perdieron ante Daesh cuatro días después, y no la recuperaron hasta el enero de 2015.

En noviembre de 2014, Daesh capturó tres aviones MiG sirios en la ciudad —la Fuerza Aérea luego derribaría dos de ellos—, pero este fue su único triunfo ese mes, ya que durante el mismo, su control de la ciudad se redujo del 50 al 20 %, gracias al esfuerzo combinado de los intensos bombardeos contra sus posiciones en la ciudad y al avance conjunto de las fuerzas kurdas (regulares y voluntarias) con las tropas del Ejército Libre de Siria, que recibieron refuerzos a finales de octubre.
Para ese mismo mes, el Observatorio sirio de los Derechos Humanos informó que, desde el comienzo de la ofensiva, habían muerto unas 1.013 personas, de los cuales 609 eran terroristas, 363 combatientes kurdos y 24 civiles.
Para mediados de enero de 2015, se calcula que las fuerzas de Estado Islámico han recibido un ratio de bajas de alrededor de los 1.200 combatientes y su presencia en la ciudad es cada vez menor, principalmente gracias al esfuerzo de las fuerzas kurdas.
El 26 de enero de 2015, las YPG obligaron a las fuerzas de Estado Islámico en Kobane a rendirse, cosa que el grueso de los terroristas hizo y se retiró de la ciudad, quedando algunos focos dispersos dentro de la urbe. Por la madrugada del 27 de enero, las fuerzas kurdas se dedicaron a limpiar aquellos pequeños reductos restantes de los terroristas. El portavoz del Pentágono, Steve Warren dijo: 

«No estoy preparado para decir que la batalla fue ganada. La batalla continúa, pero fuerzas aliadas tienen el ímpetu.»

Además, informó que los kurdos controlaban el 70 % del territorio en y alrededor de Kobane, lo que incluye el 90 % de la propia urbe. Ese mismo día, las fuerzas kurdas capturaron el pueblo de Helnej y asediaron a elementos de Estado Islámico remanentes en zonas al sur de la ciudad.

## Recaptura del cantón
Tras expulsar al Daesh de la ciudad de Kobane, las YPG y el ELS se dispusieron a reconquistar el cantón homónimo.
El 27 de enero de 2015, las YPG ingresaron al poblado de Helnej, y junto con el ELS asediaron a los últimos terroristas en el campo al sur de la ciudad. Al día siguiente, ambas fuerzas recuperaron Kolomar.
Para el 8 de febrero, kurdos y rebeldes recapturaron en total 128 localidades que habían perdido ante Daesh durante 2014. Sin embargo, expertos afirmaron que «es muy temprano para cantar victoria», ya que Estado Islámico podría regresar, dada la costumbre del grupo terrorista de lanzar contraataques tras aparentemente retirarse de sus objetivos. El 12 de ese mes, se reportó que el número de pueblos había ascendido a 163.
El 15 de febrero, las YPG recuperaron las colinas de Baghdak y Jareqli, y mataron a 35 terroristas de Estado Islámico a expensas de 4 soldados kurdos.
Al hacerse con la ciudad de Khondan el día 16, las fuerzas kurdas recuperaron 2 000 km² del noreste de la gobernación de Alepo.
El 17 de febrero, los kurdos y rebeldes recapturaron 30 km de la ruta entre Alepo y Hasakah, así como 7 aldeas en la gobernación de Raqqa. El enfrentamiento dejó un saldo de 10 terroristas y un soldado de las YPG muertos.
Para el 18 de febrero, se habían recuperado 215 aldeas y 2 200 km² de la gobernación de Alepo. Además, se informó que aeronaves de la coalición habían bombardeado algunas posiciones de Estado Islámico en Al Tlal. Al día siguiente, Estado Islámico perdió otras 27 localidades.
Para el 22 de febrero, se habían recapturado 250 pueblos de las manos de Estado Islámico.
El 26 de febrero, se reportó que las fuerzas kurdas y del ELS se hicieron con los últimos bastiones de Estado Islámico en el oeste de Kobane, matando a unos 23 terroristas. Asimismo, se informó que un bombardeo de la coalición en un cuartel de Estado Islámico en Al Shuyookh Gharbi eliminó a 8 yihadistas, incluyendo a importantes líderes, y destruyó dos tanques.
Para el 1 de marzo de 2015, el OSDH aseguró que las YPG y el ELS recapturaron 296 pueblos a lo largo del cantón. Asimismo, informaron que Estado Islámico enviaba refuerzos al sur y al este, pera impedir que los kurdos se acercaran a la ciudad de Raqqa, capital de facto del grupo terrorista.
El 2 de marzo, tras un par de días de luchas, las YPG recapturaron 9 localidades y repelieron un ataque de Estado Islámico en Bexdik. Los enfrentmientos resultaron en la muerte de 67 terroristas y 7 soldados kurdos, aunque otros cuatro morirían en Gedas, debido a una mina antipersona colocada por Estado Islámico.
Dos días después, los kurdos y rebeldes avanzaron aún más, asediando a los yihadistas dentro de la planta de cemento de Le Farge, y rebasándola con apoyo aéreo internacional. Se registró la muerte de 31 miembros de Estado Islámico.
El 6 de marzo, Estado Islámico perdió las últimas dos localidades al este del Éufrates que todavía seguían en sus manos. Debido a esto, los terroristas cruzaron el río hasta Yarabulus y volaron el puente, para impedir el avance de los kurdos. Asimismo, se reportó que los islamistas de Tell Abyad cruzaban la frontera turca para luego reaparecer en los pueblos al oeste de la misma, con el objetivo de lanzar ataques contra áreas bajo poder kurdo en el frente oriental.
El 9 de marzo, los kurdos continuaban avanzando al sur y este, hacia Tell Abyad, recapturando algunas localidades en el proceso. En respuesta al avance kurdo a los silos de Sarrin, Estado Islámico lanzó una contraofensiva desde Sarrin en la que se hicieron con las aldeas de Jill, Khan-Mamdid y Sal, así como asaltaron varios pueblos al norte. Sin embargo, el avance de los terroristas fue detenido por un bombardeo de la coalición. Asimismo, la aviación internacional destruyó una refinería en Al Mumbteh, al oeste de Tell Abyad, matando a 30 yihadistas y un número de trabajadores. Por otro lado, 13 soldados kurdos murieron en combates en Mandak. También se informó que las YPG y sus aliados comenzaron a bombardear Yarabulus, en la ribera occidental del Éufrates. Otros 15 terroristas habían muerto en el este del cantón y 2 rebeldes habían perecido debido a un artefacto explosivo colocado cerca del puente de Qara Qozak.
Al día siguiente (10 de marzo de 2015), los kurdos recapturaron Mandek, Khwaydan, Khan Mamed y Hamdoun. Los combates se saldaron con la muerte de 15 soldados kurdos y de 12 combatientes islamistas.
El 13 de marzo, murieron otros 7 miembros del EI y 2 soldados de las YPG.
El 15 de marzo, los yihadistas volaron el puente de Qara Qozak, luego de que un asalto kurdo hiciera colapsar las líneas de defensa de Estado Islámico, para evitar que las YPG cruzaran al oeste del Éufrates y se hicieran con las localidades allí. En el enfrentamiento perecieron 4 soldados kurdos y 30 soldados de Daesh.

## Intervención por parte de voluntarios internacionalistas
Varios grupos anarquistas y comunistas de regiones vecinas al Kurdistán sirio han puesto atención al conflicto en dicha zona, llegando a involucrarse enviando voluntarios internacionalistas. Tal es el caso de la organización anarquista turca Acción Revolucionaria Anarquista («Devrimci Anarşist Faaliyet», DAF) cuyos miembros cruzaron en septiembre de 2014 la frontera que divide Turquía de Siria, de forma organizada, con el objetivo de defender Kobane.

## Consecuencias

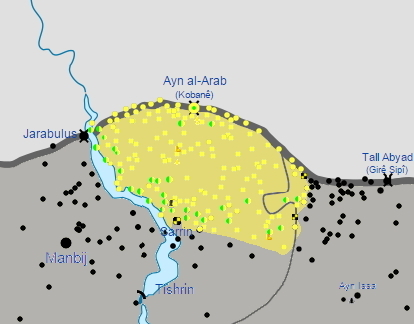
Situación militar al 29 de abril de 2015. La mayoría de los avances del Estado Islámico desde septiembre de 2014 habían sido revertidos.
Controlado por las YPG.
Controlado por la oposición siria.
Controlado por el Estado Islámico.

Para el 16 de marzo de 2015, todos los yihadistas que aún quedaban en Qara Qozak habían muerto en combate o se habían rendido ante las fuerzas kurdas, permitiéndoles asegurar la ciudad. Un total de 45 terroristas habían perecido en Qara Qozak en las 72 horas previas. Asimismo, la coalición continuó los bombardeos en la zona.
Entre los días 17 y 18 de marzo, las YPG y el ELS recapturaron varias localidades en el este del cantón de Kobane, y se hicieron con una colina con vista al bastión de Estado Islámico en Sarrin, en el cual —según informes— los terroristas estaban reagrupándose para evitar que los kurdos y sus aliados llegaran a la ciudad, mientras la coalición bombardeaba numerosos objetivos en la zona.
También hubo reportes de que los kurdos habían recapturado Sal el 18 de marzo, aunque no pudieron confirmarse. Los combates del día 18 se saldaron con 27 terroristas muertos.
El 19 de marzo, la coalición bombardeó lo que quedaba del puente de Qara Qozak, para impedir que Estado Islámico enviara refuerzos a Sarrin. En consecuencia, las fuerzas kurdas recuperaron casi todas las localidades perdidas ante Estado Islámico durante la ofensiva en septiembre de año anterior. Sin embargo, los terroristas continuaban reteniendo el control de algunas decenas de ciudades pequeñas en la gobernación de Raqqa y en el sur del cantón.
Para el 21 de marzo, las YPG y el ELS habían avanzado aún más, capturando algunas localidades, como Tel Kharab, y penetrando en otras, incluyendo Akbesh y Tell Khazan. Asimismo, continuaron avanzando hacia el sur, acercándose a Tell Abyad, y rodearon completamente los silos de Sarrin, en donde Estado Islámico opuso resistencia, durante la cual la aviación internacional atacó posiciones de los yihadistas dentro de y en los alrededores de Sarrin. Al menos 71 yihadistas y un miembro del ELS habían muerto durante los combates y el bombardeo.
En la madrugada del 23 de marzo, Estado Islámico envió refuerzos desde la gobernación de Alepo hasta Sarrin, a través de la represa de Tishrin, a la que la coalición se negó a bombardear, debido a los riesgos que esto implicaría para las personas que vivían río abajo.
El 25 de marzo, se reportó que as YPG habían capturado Al-Jalabiyya, en la gobernación de Raqqa. Mientras tanto, Estado Islámico lanzó un ataque con lanchas en Qara Qozak, pero este fue repelido por los kurdos. Asimismo, la coalición bombardeó a los yihadistas concentrados en el otro margen del río. En los combates murieron 71 yihadistas de Daesh y 4 soldados kurdos.
Para el 27 de marzo, aún continuaban las luchas esporádicas entre las YPG y Estado Islámico cerca de Sarrín, a pesar de que la coalición intensificara los bombardeos. Además, 3 terroristas murieron en el sur del cantón de Kobane.
Durante las siguientes tres semanas, el avance kurdo-rebelde en el sur y este se vio estancado, debido al flujo de refuerzos que Estado Islámico enviaba a la región. Los combates en ese período se saldaron con la muerte de 195 terroristas, 14 soldados kurdos y 2 miembros del ELS.
A principios de abril de 2015, Estado Islámico continuó empujando a las fuerzas kurdas desde las afueras de Sarrin al norte y noroeste, hacia Qara Qozak. Aun así, las YPG continuaron reteniendo las tierras más altas en la zona. El avance de Estado Islámico cortó a la ruta M4 entre Dar Al-Kharab y Mitras, y permitió a los terroristas reforzar sus posiciones en los silos de grano. Para el 9 de abril, luego de recibir refuerzos, Estado Islámico irrumpió a través de la ruta M4, cerca de Mitra y los silos, y en Nur Ali y Hamadoun, al este.
Entre los días 12 y 14 de abril, las fuerzas kurdo-rebeldes repelieron un ataque de Estado Islámico, capturaron siete localidades y la planta de cemento de Lafarge. Al menos 30 terroristas, 3 kurdos y 2 rebeldes perecieron en esas 48 horas.
Para el 17 de abril, las fuerzas kurdas habían recapturado 332 localidades.
A fines de junio de 2015, Estado Islámico volvió a penetrar en Kobane, detonando un coche bomba y disparando desde tres posiciones diferentes en la ciudad, en lo que las YPG describieron como «una misión suicida». En los combates perecieron al menos 223 civiles, así como 35 combatientes kurdos y 92 combatientes del Daesh.

## Catástrofe humanitaria durante la ofensiva
Se calcula que durante toda la ofensiva huyeron de sus hogares cerca de 300 000 personas de Kobane y de las poblaciones que la rodean. El peor día fue el 5 de octubre de 2014, en que se estimó que solo ese día 120 000 personas cruzaron la frontera con Turquía para salvaguardarse de los combates en la ciudad.

## Lectura de la batalla
Desde el punto de vista estratégico, la ciudad de Kobane no era un objetivo de primer orden que Estado Islámico podía haber atacado. Para explicar el por qué del ataque a esta ciudad se han formulado varias teorías, entre las cuales las que más peso tienen son:
- La debilidad de los kurdos: el hecho de que Daesh pensase que podría ganarle a estos rápidamente y así asegurarse una ciudad cercana en suelo sirio.
- Batalla propagandística: el querer usar esa victoria menor del ámbito militar en una victoria colosal en el ámbito de los medios de comunicación, así como también se especula que esta ha sido la razón por la que Estados Unidos ordenó bombardeos en la zona cuando, según ellos: «nuestra prioridad es Irak».[28]